# Aigáleo
Aigáleo är en kommunhuvudort i Grekland.   Den ligger i prefekturen Nomarchía Athínas och regionen Attika, i den sydöstra delen av landet, i huvudstaden Aten. Aigáleo ligger 24 meter över havet och antalet invånare är 69 946.
Terrängen runt Aigáleo är kuperad norrut, men söderut är den platt. Aigáleo ligger nere i en dal.Runt Aigáleo är det mycket tätbefolkat, med 6 472 invånare per kvadratkilometer. Närmaste större samhälle är Aten, 2,9 km öster om Aigáleo. Runt Aigáleo är det i huvudsak tätbebyggt.